# نادي برايتي
نادي برايتي هو أحد أندية الدوري العراقي يلعب في دوري الدرجة الأولى العراقي.

## المشاركات
الدوري العراقي الدرجة الأولى 2017–18